# Locomotora Prusiana T 13
Las T13, conocidas como Prusianas, son un tipo de locomotora-ténder de vapor. Estaban equipadas con cuatro ejes motrices, y fueron construidas para los Ferrocarriles del Reino de Prusia (KPEV) entre 1910 y 1913.
Después de la Primera Guerra Mundial, se enviaron muchas unidades como reparaciones de guerra a Francia, Bélgica, Checoslovaquia y Polonia. LasT13 continuaron su carrera en los Ferrocarriles Imperiales de Alsacia y Lorena después del regreso de Alsacia-Lorena a Francia.

## Origen
Alrededor de 1907, los Ferrocarriles del Reino de Prusia realizaron un pedido de nuevas locomotoras con cuatro ejes motrices, capaces de operar a 55 km/h. A pesar de que inicialmente se solicitó que el nuevo modelo estuviera equipado con sobrecalentador, finalmente se prescindió de este elemento. La compañía Union Gießerei de Königsberg construyó el primer prototipo en 1910.
Entre 1910 y 1922 se construyeron en total 698 unidades. Se diseñaron con depósito incorporado al igual que las T16, lo que les proporcionaba una elevada capacidad de tracción. Su caldera era idéntica a la de T11, pero con el fogón situado más abajo.
Clasificadas en la categoría de Güterzug Tenderlokomotiven (locomotoras-ténder para trenes de carga) con disposición de ejes 0-4-0 T, realizaron un trabajo importante pero oscuro, encargadas de las maniobras en las grandes estaciones, y excepcionalmente, sirviendo ramas pequeñas. Se construyeron 60 máquinas del mismo tipo a partir de 1914 para los Ferrocarriles Imperiales de Alsacia y Lorena. Por último, un cierto número de máquinas de la red prusiana se asignaron a otras redes europeas bajo las condiciones del Armisticio.
En Alemania, el resto de la serie fue registrada por los Ferrocarriles Alemanes en 1925 como la serie 92.5-10, siendo reformadas en 1968.

## Tipo T13.1
A principios de la década de 1920, el recién fundado Reichsbahn encargó 13 de las probadas máquinas T13 en una variante con sobrecalentador, denominadas T 13.1. Se asignaron a la división de Oldenburgo y a la división de Altona. Eran trenes de mercancías, locomotoras-ténder con una disposición de ruedas 0-8-0T, y posteriormente se incorporaron al plan de renumeración de Deutsche Reichsbahn como DRG Clase 92.4 con números de operación 92 401-413.
Tras la ocupación aliada de Alemania tras la Segunda Guerra Mundial, las máquinas restantes se vendieron en 1948 a ferrocarriles privados.

## Tipo Hagans
La T 13 Variante Hagans, construida para los Ferrocarriles Estatales Prusianos, era un tipo de locomotora articulada que incorporaba un tren de rodadura Hagans. La firma de Hagans de Erfurt desarrolló este diseño con un bastidor articulado, con el fin de lograr mejores cualidades de paso por curva. En el bastidor principal se ubicaban los dos ejes motrices delanteros, mientras que las dos ejes motrices posteriores se alojaban en un bastidor giratorio, siendo accionadas mediante una disposición especialmente desarrollada bielas oscilantes. La Hagans T 13 fue construida como una versión más pequeña de la Prusiana T15 por la firma de Henschel desde 1899 hasta 1902. Desafortunadamente, su compleja construcción requería un mantenimiento intensivo, lo que tuvo un impacto negativo en su economía. Como resultado, las locomotoras se retiraron ya en 1923.
La Deutsche Reichsbahn agrupó cinco de estas locomotoras en su plan de renumeración de 1923 como 92 501–505, pero en 1925 ya no estaban en servicio.